# Thần kinh dưới vai dưới
Thần kinh dưới vai dưới (tiếng Anh: Lower subscapular nerve) là thần kinh chi phối cơ tròn lớn và phần dưới của cơ dưới vai.
Thần kinh gồm các sợi từ C5-C6. Nó có nguồn gốc từ bó sau của đám rối thần kinh cánh tay.

## Một số hình ảnh

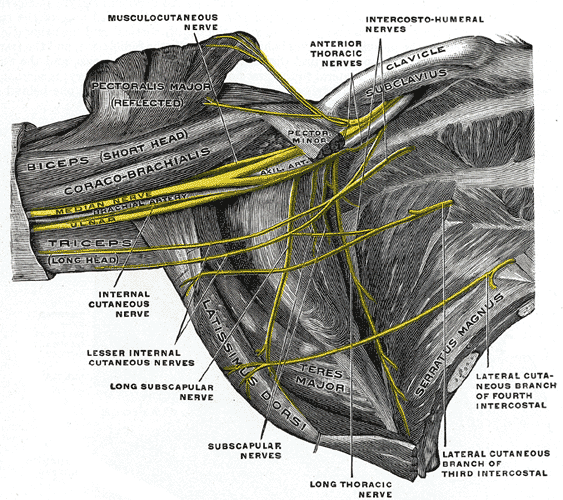
Đám rối thần kinh cánh tay phải (nhìn từ trên, phía sau)